# Богородское шоссе
Богоро́дское шоссе — шоссе в Восточном административном округе города Москвы на территории районов Сокольники и Богородское.
Ограничивает с востока парк Сокольники.

## Расположение
Богородское шоссе пролегает между площадью «Сокольническая Застава» (Ныне: Сокольническая площадь, главный вход в парк «Сокольники») и перекрёстком с улицей Богатырский Мост и 6-й Лучевой просек. После перекрёстка улица продолжается как Ростокинский проезд.
Вправо отходят:
- 1-й Полевой переулок
- Охотничья улица
- улица Олений Вал
- улица Короленко (влево — Митьковский проезд)
- Олений проезд (влево — Майский просек)
- Большая Тихоновская улица (влево — улица Ширяево Поле)
- малая Ширяевская улица (влево — Поперечный просек)
- 2-й Ширяевский переулок
- Большая Ширяевская улица (влево — Ляминский проезд)
- Малая Оленья улица
- Большая Оленья улица
- Проспект Ветеранов

Влево отходят:
- Митьковский проезд (вправо — улица Короленко (Москва))
- Майский просек (вправо — Олений проезд)
- улица Ширяево Поле (вправо — Большая Тихоновская улица)
- Поперечный просек (вправо — Малая Ширяевская улица)
- Ляминский проезд (вправо — Большая Ширяевская улица)

Нумерация домов начинается от Большой Оленьей улицы.

## Происхождение названия
Название утверждено 7 июня 1922 года. Старое название (части шоссе) — Сокольничий проспект.
Названо в XIX в. по ближнему селу Богородское.

## История

### Сокольническая застава
Заставы Москвы
- (Ныне: Сокольническая площадь, главный вход в Сокольники (парк))
- Путь к заставе: через Сокольничье поле.
- Окрестности: Сокольничье поле, Потешный двор, река Яуза.
- Дороги: нет.
- (Олений вал)
- (Богородский вал)
- (Черкизовский вал, ныне Краснобогатырская улица)

## Здания и сооружения

### По нечётной стороне:
Дом № 11с1 — Тип здания: спортивное сооружение; Этажность: 1

### Мост
Мосты через Яузу:
- Богатырский мост.

### Здания
Всего: 8 домов.

| - 2 - 2с3 - 2с4 | - 11с1 - 18/2 - 18с13 | - 18с2 - 18с4 |

## Транспорт

### Наземный транспорт
Остановки:
- Остановки автобуса № 75 (Метро «Бульвар Рокоссовского» — Метро «Сокольники»):

Майский просек
Улица Короленко
Охотничья улица
ПКиО «Сокольники»

### Ближайшая станция метро
- Станция метро «Сокольники» (радиальная).
- Станция метро «Сокольники» (кольцевая).